# Herman Bemberg
Herman Emanuel Bemberg Ocampo (29 de marzo de 1859 - 21 de julio de 1931) fue un compositor musical franco-argentino.
Nació en Buenos Aires, Argentina. Su padre, Otto Bemberg, de origen alsaciano, fue el fundador de la mayor cervecería del hemisferio sur, en Quilmes, Argentina. Su madre pertenecía a la familia argentina de Ocampo. Herman Bemberg Ocampo fue primo de Victoria Ocampo y Silvina Ocampo, y tío de la cineasta María Luisa Bemberg. 
Ganó el premio Rossini en 1885. Fue conocido por numerosas melodías de cámara para voz y piano, piezas para piano solo, la cantata La Mort de Jeanne d'Arc (1886), su ópera cómica Le Baiser de Suzon (1888), y su gran ópera Elaine (1892), creada en Covent Garden por un rutilante elenco de famosos cantantes, entre ellos la legendaria prima donna australiana Nellie Melba, que siempre fue su gran amiga. Grabó varios discos con ella.[cita requerida]
Falleció en Berna, Suiza.